# Harold Hilton

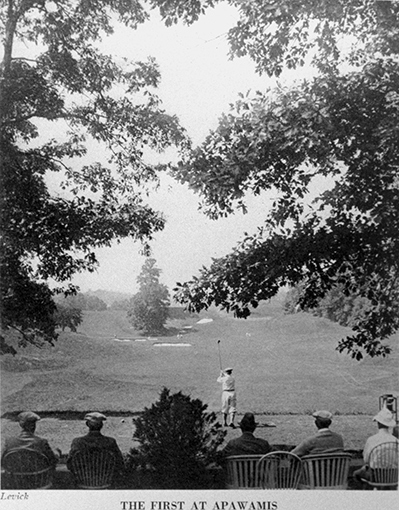
Op de eerste tee van het US Amateur in 1891

Harold Horsfall Hilton (West Kirby, 12 januari, 1869 – 5 maart, 1942) was een Engelse golfamateur. 
Hilton was een kettingroker die zijn sigaret in zijn mond hield terwijl hij sloeg. Dat verhinderde hem niet tweemaal het Brits Open te winnen. In 1892 won hij in Muirfield, toen het toernooi voor het eerst over 72 holes ging en toeschouwers voor het eerst entreegeld moesten betalen. Hij was de tweede amateur die ooit het Open won, en de eerste amateur die het tweemaal won, want vijf jaar later won hij het Open op zijn eigen club, de Royal Liverpool Golf Club. Alleen John Ball en Bobby Jones wonnen ook als amateur. 
Hilton won vier keer het Brits amateurkampioenschap. In 1911 won hij het Brits Amateur op Prestwick en was hij de eerste Brit die het US amateurkampioenschap won. Dit gebeurde in een play-off tegen Fred Herreshoff. Hilton sloeg op de 37ste hole zijn tweede slag tegen een rots, waarna de bal op de green terechtkwam en hij de hole won.
Hilton heeft veel over golf geschreven.

Hij werd in 1978 in de World Golf Hall of Fame opgenomen.

## Gewonnen
Hieronder staan de belangrijkste overwinningen:
- 1892: Brits Open
- 1897: Brits Open
- 1900: Brits amateurkampioenschap
- 1901: Brits amateurkampioenschap
- 1911: Brits amateurkampioenschap, US amateurkampioenschap po
- 1913: Brits amateurkampioenschap